# Amtsinspektor
Amtsinspektor ist in Deutschland die Amtsbezeichnung eines Beamten in der Laufbahngruppe des mittleren Dienstes in der Bundes- oder Landesverwaltung im Endamt. Ohne Zusatz wird die Amtsbezeichnung regelmäßig bei obersten Bundesbehörden (Bundesministerien) geführt. Häufigster Zusatz ist „Regierungs-“; die entsprechende Amtsbezeichnung lautet dementsprechend Regierungsamtsinspektor (RAI) und wird grundsätzlich in der Laufbahn des mittleren nichttechnischen Verwaltungsdienstes geführt. Die nächstniedrigere (Grund-)Amtsbezeichnung ist Hauptsekretär (zweites Beförderungsamt). Das Amt mit der (Grund-)Amtsbezeichnung Amtsinspektor ist in Besoldungsgruppe A 9 der Bundesbesoldungsordnung A des Bundesbesoldungsgesetzes oder der Besoldungsordnungen der Landesbesoldungsgesetze eingruppiert. Es ist ein Verzahnungsamt mit dem gehobenen Dienst. Amtsinspektoren können die Befähigung für eine Laufbahn des mittleren Dienstes durch den erfolgreichen Abschluss eines Vorbereitungsdienstes erlangt haben oder sie haben die Laufbahnbefähigung durch Anerkennung erworben. Aufgrund guter dienstlicher Beurteilungen wurden sie nach dem Grundsatz der fachlichen Leistung bis in das Endamt ihrer Laufbahn befördert. Amtsinspektoren nehmen Aufgaben in der Funktion als Bürosachbearbeiter oder einfachere Aufgaben als Sachbearbeiter wahr und können Beamten des gehobenen Dienstes unterstellt sein.

## Zusätze und Entsprechungen
Zur Grundamtsbezeichnung Amtsinspektor existieren zahlreiche Zusätze und weitere Amtsbezeichnungen, die für ein Amt in Besoldungsgruppe A 9 verliehen werden. Neben der häufigsten Kombination von Grundamtsbezeichnung und Zusatz Regierungsamtsinspektor werden im mittleren nichttechnischen Verwaltungsdienst die Amtsbezeichnungen Archivamtsinspektor und Bibliotheksamtsinspektor geführt.
Die Amtsbezeichnung Amtsinspektor entspricht von der Laufbahn- und Besoldungsgruppe den Dienstgraden eines Stabsfeldwebels und eines Stabsbootsmannes der Bundeswehr. Die Dienstgrade Oberstabsfeldwebel und Oberstabsbootsmann entsprechen dem Amtsinspektor mit Amtszulage.
Beamte im mittleren auswärtigen Dienst führen die Amtsbezeichnung Amtsinspektor (§ 1 Abs. 2 LAP-mDAAV 2004) und im mittleren Bankdienst bei der Deutschen Bundesbank die Amtsbezeichnung Bundesbankamtsinspektor (Anlage 1 (zu § 2 Abs. 2) BBankLV). Bei der Polizei wurde die Eingruppierung der Ämter im mittleren Dienst in eine Besoldungsgruppe eingehoben, sodass die Amtsbezeichnungen im mittleren Polizeivollzugsdienst Polizeihauptmeister (Anlage 1 (zu § 3 Abs. 2) BPolLV) und im mittleren Polizeivollzugsdienst beim Deutschen Bundestag Polizeihauptmeister beim Deutschen Bundestag (Anlage (zu § 3) PolBTLV) lauten. Bei der Bundesagentur für Arbeit führen Beamte im entsprechenden Amt des mittleren nichttechnischen Verwaltungsdienstes die Amtsbezeichnung Amtsinspektor bei der Bundesagentur für Arbeit, in der Justizverwaltung Justizamtsinspektor, in der Steuerverwaltung Steueramtsinspektor und Zollamtsinspektor bei der Zollverwaltung.
Im mittleren technischen Verwaltungsdienst lauten die Amtsbezeichnungen grundsätzlich Technischer Amtsinspektor (TAI) oder Technischer Regierungsamtsinspektor (TRAI), im feuerwehrtechnischnen Dienst Hauptbrandmeister und im nautischen Dienst Schiffsamtsinspektor.
Im agrar-, forst- und ernährungswissenschaftlichen sowie tierärztlichen Dienst, sofern forstliche Aufgaben wahrgenommen werden, lautet die Amtsbezeichnung Forstamtsinspektor.
In den auslaufenden Laufbahnen der Beamten bei den Postnachfolgeunternehmen und bei den Beamten des Bundeseisenbahnvermögens, die zur Wahrnehmung einer Tätigkeit bei der Deutschen Bahn beurlaubt oder zugewiesen sind, wird statt Amts- der Wortteil Betriebs- verwendet. Entsprechend sind die Amtsbezeichnungen des mittleren Dienstes Bundesbahnbetriebsinspektor (Laufbahn der Bundesbahnsekretäre; § 8 ELV), Technischer Bundesbahnbetriebsinspektor (Laufbahn der technischen Bundesbahnsekretäre und Laufbahn der Werkstattmeister; § 9; § 11 ELV), Lokomotivbetriebsinspektor (Laufbahn der Lokomotivführer; § 10 ELV), Postamtsinspektor (mittlerer nichttechnischen Postverwaltungsdienst) und Technischer Postbetriebsinspektor (mittlerer technischen Postverwaltungsdienst Anlage 1 (zu § 2 Abs. 2) PostLV).
Mit der Übernahme der Bundesfernstraßenverwaltung durch den Bund (Zuständigkeit: Fernstraßen-Bundesamt und Die Autobahn GmbH des Bundes) und der bisher mit dieser Aufgabe betrauten Landesbeamten technischer und nichttechnischer Laufbahnen wurde zur Grundamtsbezeichnung der neue Zusatz „Bundesfernstraßen-“ eingeführt. Anders als bei anderen Grundamtsbezeichnungen ist die Kombination von Bundesfernstraßen- oder Technischer Bundesfernstraßen- mit Amtsinspektor nicht zulässig. Stattdessen werden hier die Amtsbezeichnungen Bundesfernstraßenbetriebsinspektor und Technischer Bundesfernstraßenbetriebsinspektor wie bei den Postnachfolgeunternehmen und den Beamten beim Bundeseisenbahnvermögen verliehen.